# Това (приток Мезени)
Това — река на территории России, протекает по Мезенскому району Архангельской области. Исток реки расположен в болотистой местности, а устье реки находится по правому берегу реки Мезени в пределах Мезенского городского поселения. Длина реки составляет 25 км.

## Данные водного реестра
По данным государственного водного реестра России относится к Двинско-Печорскому бассейновому округу, водохозяйственный участок реки — Мезень от водомерного поста деревни Малонисогорская и до устья. Речной бассейн реки — Мезень.
Код объекта в государственном водном реестре — 03030000212103000050633.